# Wesoła
Wesoła è una frazione di Varsavia istituita il 27 ottobre 2002 e situata nella parte sud-orientale della città.

## Storia
Durante la Seconda guerra mondiale a Wesoła era ubicata una base militare sotterranea, attualmente distrutta, utilizzata dai sovietici per immagazzinare munizioni. L'organizzatore e fondatore dell'Armia Krajowa, il colonnello Stefan Berent (soprannominato "Stebe") usò quella vecchia base come luogo per le truppe dell'esercito polacco. Nel luglio 1944, in concomitanza con i tentativi dei tedeschi espulsi di difendere il villaggio e l'area del campo minato, molti civili fuggirono nel comune di Rembertów (oggi anch'essa frazione di Varsavia) e vi si accamparono sei settimane per difendersi dal fronte tedesco-sovietico. Alla fine l'attacco tedesco per impadronirsi della base risultò vano.
A causa della grande distruzione di Varsavia dopo la guerra, furono creati diversi quartieri intorno all'antica città; allora Wesoła aveva più di 100.000 abitanti, fino a quando il centro storico della capitale polacca, danneggiato, venne ricostruito e molti residenti a Wesoła vi si trasferirono. Nel 1952 Wesoła ricevette il privilegio di comune. In precedenza faceva parte di molti comuni annessi, come Rembertów o Wawer. Nel 1957 divenne parte del comune di Otwock.
Il 17 dicembre 1968 a Wesoła fu assegnato lo status di "città". Nel 1971 esso aveva una popolazione di 8.367 abitanti e una superficie di 23 km². 
Fino al 2002 Wesoła non era considerata una frazione della capitale polacca in quanto era fusa con Wawer.

## Suddivisioni amministrative e vie di comunicazione
Il comune fin dalla sua istituzione includeva, oltre a Wesoła, le aree residenziali di Wola Grzybowska, Groszówka, Grzybowa e Stara Miłosna.
Lo sviluppo dell'area fu determinato da tre importanti vie di comunicazione. La prima, chiamata Stary Trakt ("Antica Strada"), proviene da Grochów, attraversa Okuniew, Ivano-Frankivs'k in direzione della Podlachia meridionale e della Russia. Il paese di Stara Miłosna si è sviluppato vicino alla seconda arteria stradale, che proviene da Praga e conduce attraverso Grochów a Mińsk Masowiecki e da lì a Terespol e Brėst. Nel 1823, su iniziativa di Stanisław Staszic, fu costruita una strada il cui nome attuale è Trakt Brzeski. La terza via di comunicazione è la Kolej Terespolka (cioè la ferrovia Varsavia-Terespol), inaugurata il 18 settembre 1867: essa collega Varsavia a Terespol passando per Siedlce e Łuków.